# Kościół św. Idziego Opata w Zakliczynie
Kościół Świętego Idziego Opata – rzymskokatolicki kościół parafialny znajdujący się w mieście Zakliczyn, w województwie małopolskim. Należy do dekanatu Zakliczyn diecezji tarnowskiej.

## Historia
Pierwszy drewniany kościół, istniejący w Zakliczynie został w 1568 r. przebudowany i rozszerzony przez Spytka Wawrzyńca Jordana. Dobudowano wówczas dwie kaplice: Najświętszej Marii Panny oraz św. Zofii (ta druga zapewne z fundacji córki Spytka, Zofii Jordanówny). Trzecia istniejąca wówczas kaplica, pw. św. Jana Chrzciciela, jeszcze średniowieczna, przylegająca do pn. ściany kościoła, była kaplicą grobową rodziny Gieraltów. W XVI/XVII w. została przebudowana w stylu późnorenesansowym. Zmieniono jej wówczas również patrona na św. Józefa. Pożar w 1735 r. zniszczył zupełnie kościół z wyposażeniem. Ocalała jedynie kaplica św. Józefa, która przez pewien czas pełniła rolę prowizorycznej świątyni.
Obecna świątynia została zbudowana w latach 1739-1768, z zachowaniem murowanych części dawnej, spalonej budowli (kaplica św. Józefa). Około 1920 roku nadbudowano wieżę, w miejsce poprzedniej zniszczonej w 1835 roku.

## Architektura
Jest to budowla późnobarokowa, posiadająca wczesnobarokową kaplicę z poprzedniej świątyni. Wzniesiono ją z cegły i kamienia i otynkowano. Korpus składa się z jednej nawy z prezbiterium o pięciu przęsłach zamkniętym ścianą prostą; przy prezbiterium od strony północnej mieści się zakrystia. Przy nawie od strony północnej mieści się kaplica łącząca się z zakrystią, od strony zachodniej mieści się wieża z przedsionkiem w przyziemiu, a od strony południowej mała kruchta. Ściany na zewnątrz świątyni są obwiedzione pilastrami podpierającymi belkowanie. Fasada zachodnia posiada szczyt wygięty, wtopiony w czworokątną wieżę, nakrytą baniastym hełmem. Fasada wschodnia zwieńczona jest trójkątnym szczytem; w niej są umieszczone malowidła wykonane w 1955 roku przez Józefa Strojnego; w szczycie znajduje się Matka Boża Różańcowa ze św. Dominikiem, na ścianie św. Idzi, poniżej rzeźbiona Grupa Ukrzyżowania z przełomu XVIII/XIX stulecia. Jest ona pozostałością po drewnianej kaplicy pw. św. Rozalii, która w XVIII w. została w tym miejscu dobudowana do ściany świątyni. Kaplica, będąca miejscem pochówku Justyny Lanckorońskiej i jej syna Teodora, została zburzona w l. 20. XX w. Prezbiterium i nawa są nakryte dachem dwuspadowym o wspólnej kalenicy z baniastą wieżyczką na sygnaturkę z latarnią, zakrystia nakryta jest dachem pulpitowym. Kaplica wzniesiona na planie kwadratu, nakryta jest kopułą na pendentywach z latarnią, ściany wewnątrz i na zewnątrz posiadają podziały pilastrowe.

## Wystrój
Ołtarz główny reprezentuje styl rokokowy i wykonany został w 1768 roku zapewne przez Piotra Korneckiego. 4 ołtarze boczne reprezentują styl rokokowy i wykonane zostały w 1768 roku zapewne przez Piotra Korneckiego, Ołtarz w kaplicy reprezentuje styl barokowy i wykonany został w 1 połowie XV wieku, według tradycji umieszczony był wcześniej w kaplicy zamku w Melsztynie. Chrzcielnica reprezentuje styl barokowy i wykonana została w 1684 roku z marmuru z datą na podstawie. Ambona reprezentuje styl rokokowy i pochodzi z około 1768 roku, wykonana została zapewne przez Piotra Korneckiego. Konfesjonał pochodzi z 2 połowy XVIII wieku i reprezentuje styl rokokowy. Stalle oraz dwa konfesjonały pochodzą z 1966 roku i reprezentują styl neobarokowy. Organy o 22 głosach wykonał Stanisław Wilewski z Nockowej w 1972 roku. Obrazy św. Andrzeja Boboli i św. Franciszka z Asyżu namalował Walerian Kasprzyk około 1960 roku. Rzeźba Chrystusa Zmartwychwstałego pochodzi z 2 połowy XVIII wieku i reprezentuje styl rokokowy.